# Eduard Mauri i Montero
Eduard Mauri i Montero (Barcelona, 2 de juliol de 1961) és un futbolista català retirat i metge esportiu.

## Trajectòria
Fill del també futbolista Josep Mauri, la seva etapa formativa transcorregué als equips La Farga, el col·legi Sant Ignasi i a l'Agrupació Esportiva Sarrià (entitat esportiva sorgida del mateix col·legi Sant Ignasi).
El 1979 ingressà al RCD Espanyol, formant part de l'equip amateur. El 1980 marxà cedit al Centre d'Esports Sabadell, a segona divisió, i la següent temporada també fou cedit, aquest cop al Granada CF de segona divisió B. No obstant, la manca de minuts a l'equip andalús el portaren novament a Sabadell a mitjan temporada.
La temporada 1982-83 retornà al RCD Espanyol on hi romangué les següents sis temporades, en les quals disputà 61 partits, dels quals només 22 foren com a titular. Marcà 8 gols. Formà part de l'equip finalista de la Copa de la UEFA de la temporada 1987-88. El juny de 1988 finalitzà la seva etapa al club blanc-i-blau per fitxar per la UE Figueres de la segona divisió. El 1990 abandonà el Figueres i començà a entrenar amb el Sabadell a l'espera d'ofertes, però davant la manca de les mateixes abandonà el futbol per dedicar-se a la medicina, quan tot just tenia 29 anys.
L'any 1997 retornà a l'Espanyol, però aquest cop per formar part de l'equip mèdic del club i del qual més tard en fou cap, càrrec que compaginà amb la seva feina al departament de Medicina Esportiva de la clínica Teknon de Barcelona. L'estiu de 2008 marxà a Qatar per treballar a l'Aspetar Hospital, un centre d'alt rendiment de Doha, i com a cap mèdic de la selecció de futbol de Qatar.
L'any 2013 torna a Barcelona i s'incorpora com a especialista en Medicina Esportiva a l'equip del Dr. Ramon Cugat a l'Institut Traumatològic Quirón dirigint la Unitat de Medicina de l'Esport.